# Song mật
Calamus nambariensis là loài thực vật có hoa thuộc họ Arecaceae. Loài này được Becc. mô tả khoa học đầu tiên năm 1908.
Loài này được tìm thấy ở Burma, Lào, Việt Nam, Thái Lan, Nepal, Bhutan, Bangladesh, vùng Assam (Ấn Độ đến Vân Nam (Trung Quốc).